# Jan Joest

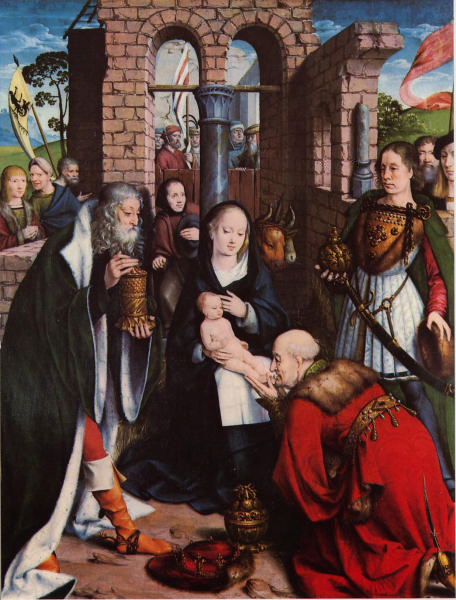
Adorazione dei Magi, Kalkar, chiesa di San Nicola

Jan Joest, detto anche von Kalkar/Calcar (Wesel?, 1460 circa – Haarlem, 1519), è stato un pittore tedesco naturalizzato olandese.

## Biografia
Nato verosimilmente a Wesel, nel Basso Reno, si formò probabilmente nei Paesi Bassi e nella bottega di suo zio Derick Baegert, attivo a Wesel. Nel 1505-1508 dipinse le ali dell'altare per la chiesa di san Nicola a Kalkar, comprendente venti scene a larga scala sulla vita a la Passione di Cristo, suo capolavoro e opera che gli valse il patronimico.
La sua presenza a Haarlem è documentata a più riprese dal 1509, e qui morì nel 1519. 
Fu un fondamentale intermediario tra i mondi artistici tedesco e olandese, sviluppando uno stile indipendente a partire dalle esperienze di Dieric Bouts, Hugo van der Goes e, specialmente, Gerard David e Geertgen tot Sint Jans. La sua opera ebbe poi una profonda influenza su artisti tedeschi e olandesi, tra cui Bartholomeus Bruyn il Vecchio, Joos van Cleve e altri.